# Alshain
Alshain o Alschain (β Aquilae / β Aql / 60 Aquilae / HD 188512) es una estrella en la constelación del Águila de magnitud aparente +3,71. Su nombre proviene del término árabe الشاهين, aš-šāhīn, cuyo significado es «el halcón peregrino». Este nombre pseudo-árabe deriva del persa Šāhīn tarāzū —o posiblemente Šāhīn tara zed, de donde proviene el nombre de la estrella Tarazed (γ Aquilae)—, el nombre persa para el asterismo formado por α, β y γ Aquilae. En persa Šāhīn significa «halcón real», «rayo» y «puntero».
Alshain es una subgigante amarilla de tipo espectral G8IV y 5300 K de temperatura efectiva. Su luminosidad excesiva, 6 veces superior a la luminosidad solar, indica que en su interior ha terminado la fusión de hidrógeno. Con un núcleo inerte de helio está empezando a crecer para convertirse en una gigante roja mucho más luminosa. Su radio es el triple del radio solar y su masa es un 30 % mayor que la del Sol. Ligeramente variable, con una variación de brillo de 0,06 magnitudes, su campo magnético es ligeramente mayor que el del Sol. No parece estar rodeada por un disco de polvo, indicio en muchos casos de la existencia de un sistema planetario.
A 13 segundos de arco existe una compañera de magnitud 12, Alshain B, una enana roja de tipo espectral M3V con una luminosidad de 0,025 soles. A una distancia de al menos 175 UA respecto a Alshain A, las dos se encuentran a 44,7 años luz del sistema solar.